# 多賓斯 (加利福尼亞州)
多賓斯維爾（英語：Dobbins）是位於美國加利福尼亞州尤巴縣的一個人口普查指定地區。

## 地理
多賓斯維爾的座標為39°22′18″N 121°12′22″W / 39.37167°N 121.20611°W，而該地最高點為海拔高度531米（即1742英尺）。

## 人口
根據2010年美國人口普查的數據，多賓斯維爾的面積為20.257平方千米，當中陸地面積為20.070平方千米，而水域面積為0.087平方千米。當地共有人口624人，而人口密度為每平方千米30人。